# Oniscigaster distans
Oniscigaster distans är en dagsländeart som beskrevs av Eaton 1899. Oniscigaster distans ingår i släktet Oniscigaster och familjen Oniscigastridae. Inga underarter finns listade i Catalogue of Life.